# Чаузово
Чаузово — село в Топчихинском районе Алтайского края. Административный центр Чаузовского сельсовета.

## География
Село находится на правом берегу реки Большая Речка. Абсолютная высота — 143 м над уровнем моря.

## История
Основано в 1733 году. В 1926 году в селе Большая Речка имелось 486 хозяйств и проживало 2097 человек (1010 мужчин и 1087 женщин). В национальном составе населения того периода преобладали русские. Действовали школа I ступени и лавка общества потребителей. В административном отношении являлось центром Большереченского сельсовета Чистюньского района Барнаульского округа Сибирского края. В 1967 году в память об одном из активных участников Зиминского восстания, руководителя партизанского отряда Павла Кузьмича Чаузова село переименовано в Чаузово.

## Население
| 1926 | 1997 | 1998 | 1999 | 2000 | 2001 | 2002 | 2003 | 2004 |
| ---- | ---- | ---- | ---- | ---- | ---- | ---- | ---- | ---- |
| 2097 | ↘326 | ↗330 | →330 | ↗335 | ↘333 | ↘322 | ↘314 | ↘297 |
| 2005 | 2006 | 2007 | 2008 | 2009 | 2010 | 2011 | 2012 | 2013 |
| ↗313 | ↘312 | ↗317 | ↘310 | ↘306 | ↘221 | ↘218 | ↘211 | ↘205 |

### Национальный состав
Согласно результатам переписи 2002 года, в национальной структуре населения русские составляли 97 %.